# Challenger Ciudad de Guayaquil 1997
Il Challenger Ciudad de Guayaquil 1997 è stato un torneo di tennis facente parte della categoria ATP Challenger Series nell'ambito dell'ATP Challenger Series 1997. Il torneo si è giocato a Guayaquil in Ecuador dal 13 al 19 ottobre 1997 su campi in terra rossa.

## Vincitori

### Singolare
Tomas Nydahl ha battuto in finale  Mariano Zabaleta con il punteggio di 6–0, 6–3.

### Doppio
Gábor Köves /  Tomas Nydahl hanno battuto in finale  Diego del Río /  Mariano Puerta con il punteggio di 2–6, 6–3, 7–6.